# Зарзу, Сильвия
Си́львия Андре́я За́рзу (рум. Silvia Andreea Zarzu; род. 16 декабря 1998 года, Онешти, Бакэу, Румыния) — румынская гимнастка. В 2014 году она стала чемпионкой Европы по спортивной гимнастике в командном первенстве и, также в командном первенстве в составе сборной Румынии, заняла четвёртое место на Чемпионате мира.